# 吉香公園
吉香公園（きっこうこうえん）は、山口県岩国市横山地区にある都市公園（総合公園）である。桜の名所として知られている。錦帯橋と共に日本さくら名所100選に選定されている。

## 概要
当公園は、1885年（明治18年）に旧岩国藩主であった吉川家の氏神社である吉香神社が現在の所在地（吉川氏の居館跡）へ移設されたのに合わせ、同神社の境内および付属地が庭園として整えられたのを始まりとする。その後、1968年（昭和43年）4月18日に都市計画公園の総合公園の指定を受け、今に至る。
吉香神社の庭園としての吉香公園（横山公園）の公園計画を立案したのは、吉川家の家令に任じられていた下連城である。
総合公園としての吉香公園には、前出の吉香神社の境内および付属地に加え、旧制岩国中学および後身の山口県立岩国高等学校が1968年（昭和43年）5月31日まで校舎として用いていた用地（以下、横山校舎跡地と表記）なども組み入れられた。都市計画公園としての吉香公園の区域には、紅葉谷公園（寺社地および個人住居部分を除く）や岩国城天守閣および天守閣が再建されている通称・城山の横山二丁目側の山麓一帯も、含まれている。
吉香公園自体は紅葉谷公園の部分を含めて、年中無休。入場も無料である。ただし、施設によっては休業（休館）日時や入場・利用料が設定されている（「岩国徴古館」（後述）や、岩国城との間を結ぶロープウェイ（岩国城ロープウェイ）など）。
「吉香公園の大放射噴水」で、平成４年度手づくり郷土賞（ふるさとの色と光）受賞。

## 施設
都市計画公園区域内
錦帯橋を渡った先にある表玄関に当たる場所には、現在広く知られている意味での吉香公園（横山校舎跡地を公園化した区画）が広がっている。
なお、公園入口に吉川広嘉像が建立されているが、道路両側にある土産物店等は、都市計画公園に含まれていない。横山校舎跡地の区域から突堤のように張り出した中央分離帯風の敷地があり、この部分のみが都市計画公園の区域内である。
- 吉香神社の庭園として計画立案された区域にある施設：
  - 吉香神社：1872年（明治5年）に吉川家の氏神社3社（治功社、高秀社、鎮昭社）を統合した神社。戦前（太平洋戦争以前）は#県社に指定。
  - 白山比咩神社
  - 錦雲閣
  - 城山菖蒲園（日本庭園）
  - 岩国徴古館：吉川家とゆかりの深い美術工芸品や歴史資料などを陳列している施設。1945年（昭和20年）に建物完成。
  - 吉川史料館（昌明館）
  - 義済堂碑文
  - 国木田独歩記念碑
- 旧目加田家住宅：岩国藩の家臣、目加田家の住居。中級武家屋敷の様式を残す。国の重要文化財。
- 香川家長屋門：岩国藩の家老に列せられた５家の一つ、香川家の長屋門。山口県指定の文化財。
- 吉香花菖蒲園：吉川氏の居館跡の内堀を総合公園として整備した際、菖蒲園にしたもの。
- 城山区域
  - 岩国城天守閣
  - おもしろぱあく（からくり時計のある広場）
  - 岩国城ロープウェイ：城山の峰と山麓下を結んでいる公共交通機関。
- シロヘビ観覧施設（岩国シロヘビの館）：観光客向けの観覧に供するシロヘビを飼育する施設。財団法人 岩国白蛇保存会による運営。岩国市内には、もう1ヶ所観覧施設（白蛇資料館）がある。
- 岩国高校記念館：山口県立岩国高等学校横山校舎存立の地だったことを記念する施設。
- 吉川家墓所：吉川家歴代藩主等の墓所。
- 紅葉谷公園：紅葉などからなる、谷あいの森林公園。大内氏の時代の頃からあったいくつかの寺院跡地を公園として整備。（永興寺、洞泉寺の2寺は、現在も残る）
  - 岩国ユースホステル：紅葉谷公園内の宿泊施設。
  - 六角亭：1918年（大正7年）に移築された、東屋施設。

隣接区域
- 桜トンネル（いざない街道）：公道脇に植えられた桜並木
- 槍倒しの松（やりこかしのまつ）：
領内を通過する他大名が槍を立てたまま錦帯橋を通過するのを阻止するために植えられたと伝えられる松。ただし、意図的にそのような植栽を行ったという記録は残っていない[1]。
- 臥竜梅

## イベント
当公園が関わる、錦帯橋周辺および岩国城を含めた主な催し物：
- 岩国城ロープウェー元旦早朝運行：岩国城および城山での初日の出迎え[2]（1月1日）
- 錦帯橋さくらまつり：サクラの花見祭り（3月下旬から4月半ばにかけて）
- 錦帯橋まつり：大名行列、岩国藩鉄砲隊保存会による火縄銃実演[3]など；（4月29日）。
- つつじまつり：ゴールデンウィークに実施されるツツジ開花の催し物（5月3日～5月5日頃）
- 花菖蒲まつり：菖蒲の開花にあわせた催し物（6月前半）
- 錦川水の祭典:花火大会など（8月）
- 岩国城ロープウェー観月運転：岩国城（城山）における中秋の名月の観月行事（9月）
- 錦帯橋芸術祭：錦帯橋周辺でイベントを開催する、夜には篝火による幻想的な風景が広がる（11月上旬）
- 錦帯橋もみじまつり：紅葉狩り関連（11月半ば頃）

## 所在地
山口県岩国市横山二丁目（6番地、他）

## 交通手段
岩国市営バスおよび防長バス、錦帯橋バス停留所（錦帯橋バスセンター）より錦帯橋を渡橋。錦帯橋バス停留所から公園の吉川広嘉像の地点まで、約360m。土産物店等の連なる場所を抜けた実質的な入口までは、約460m。
錦帯橋バス停留所には、JR岩国駅、JR新岩国駅方面等からの一般路線バス、および、JR徳山駅方面からの快速バス（路線バス）、広島バスセンター方面発着の高速バスが停車する。

## ギャラリー

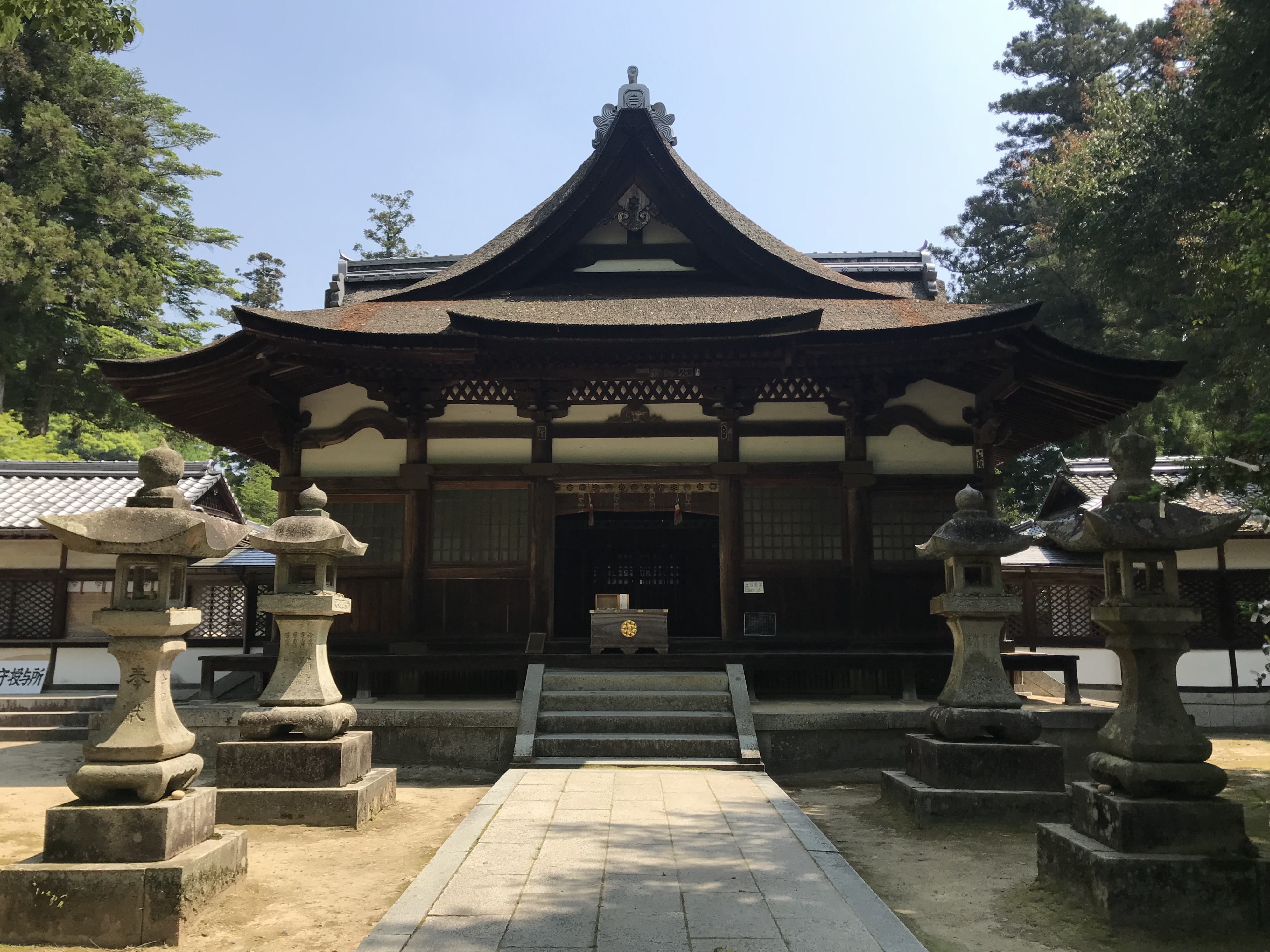
吉香神社拝殿
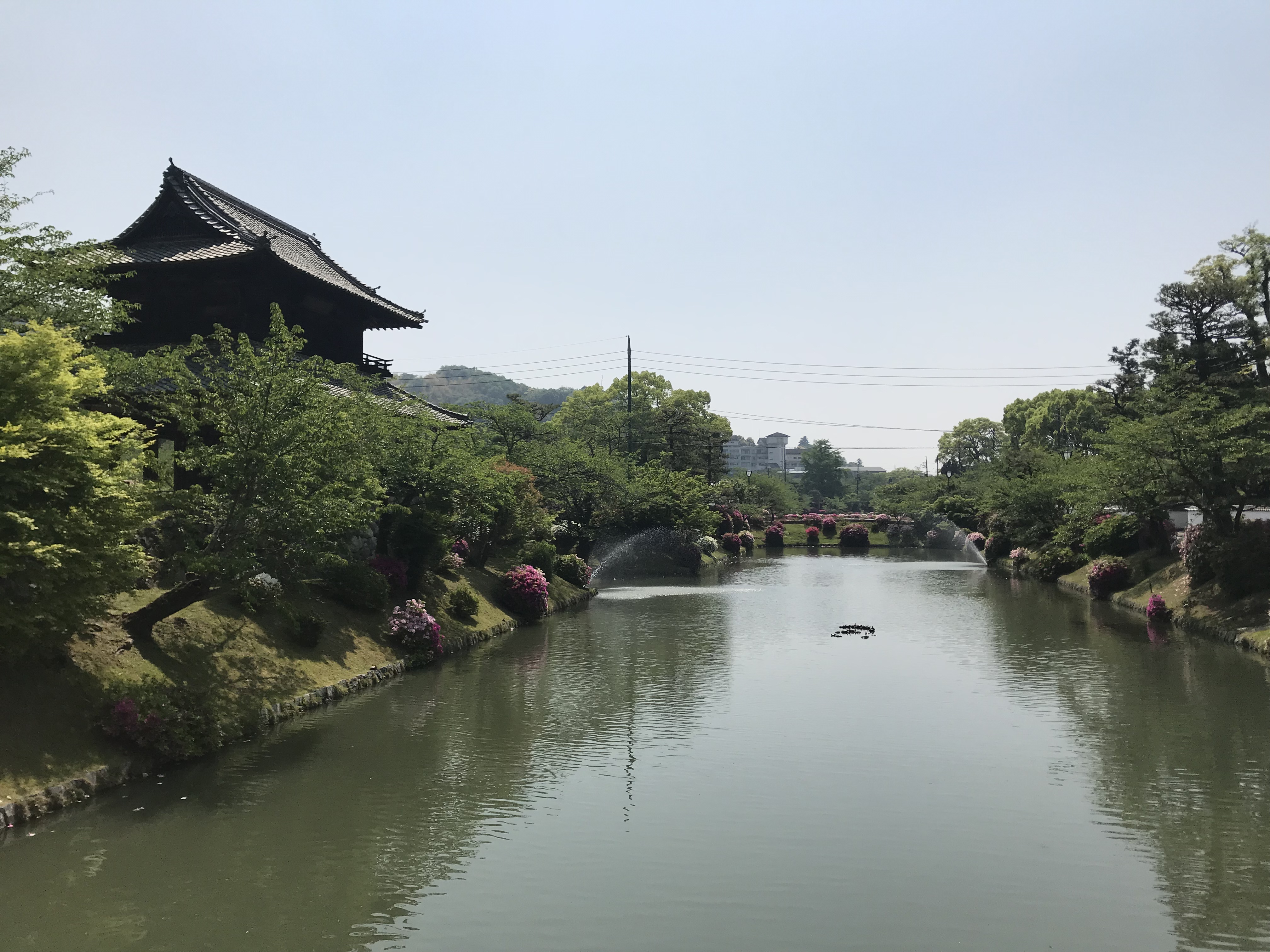
岩国城の水堀と錦雲閣
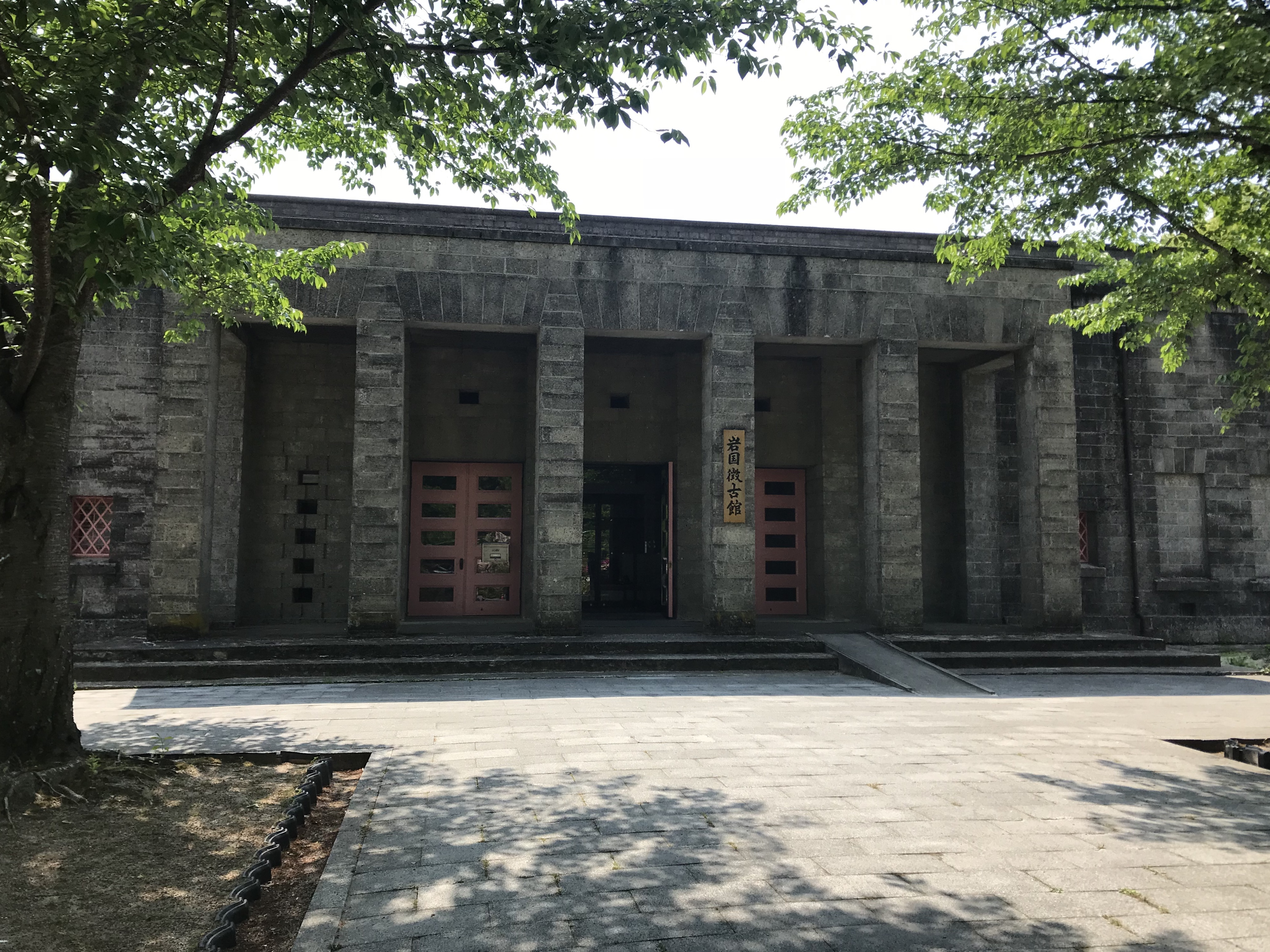
岩国徴古館
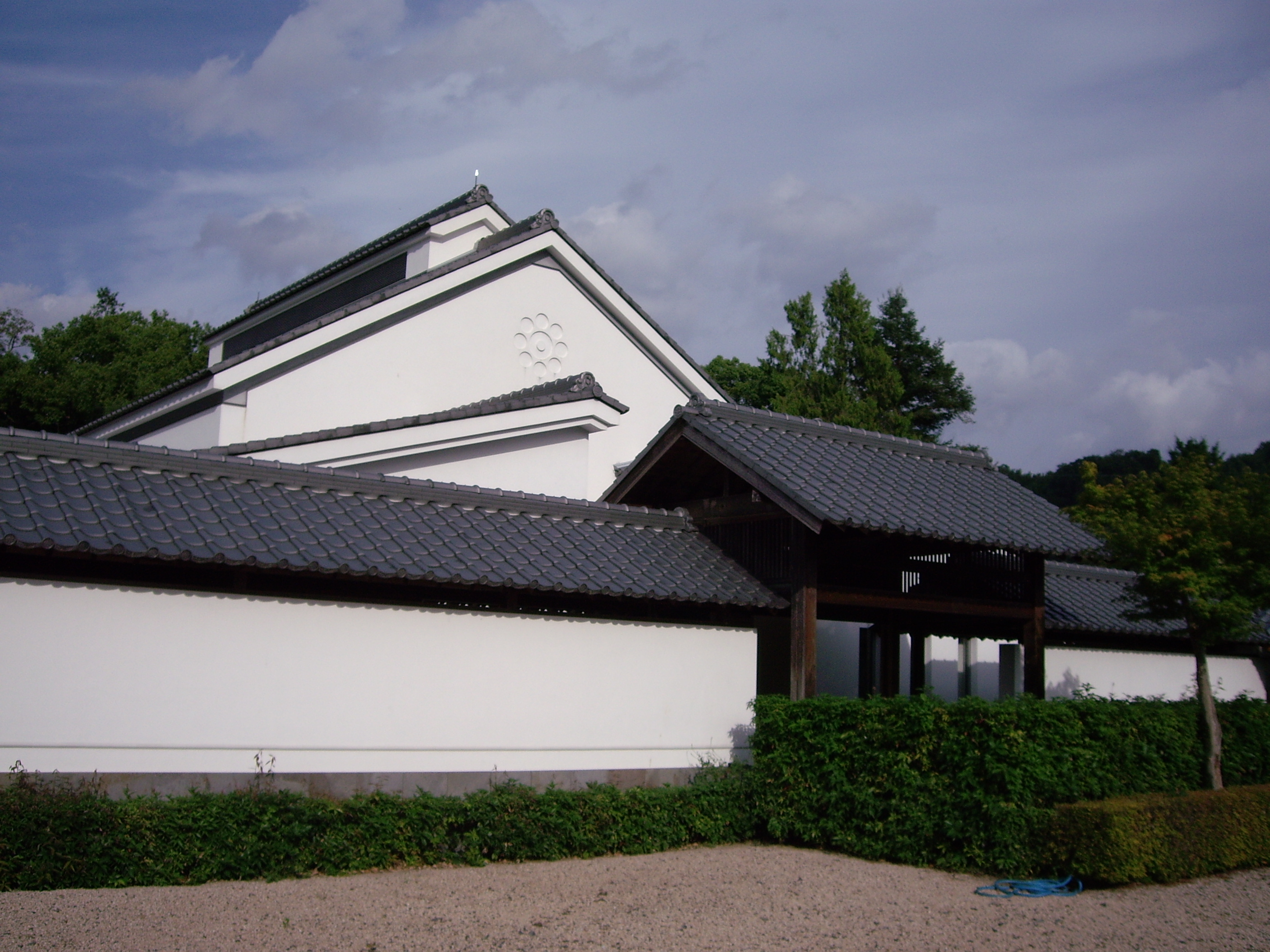
吉川史料館
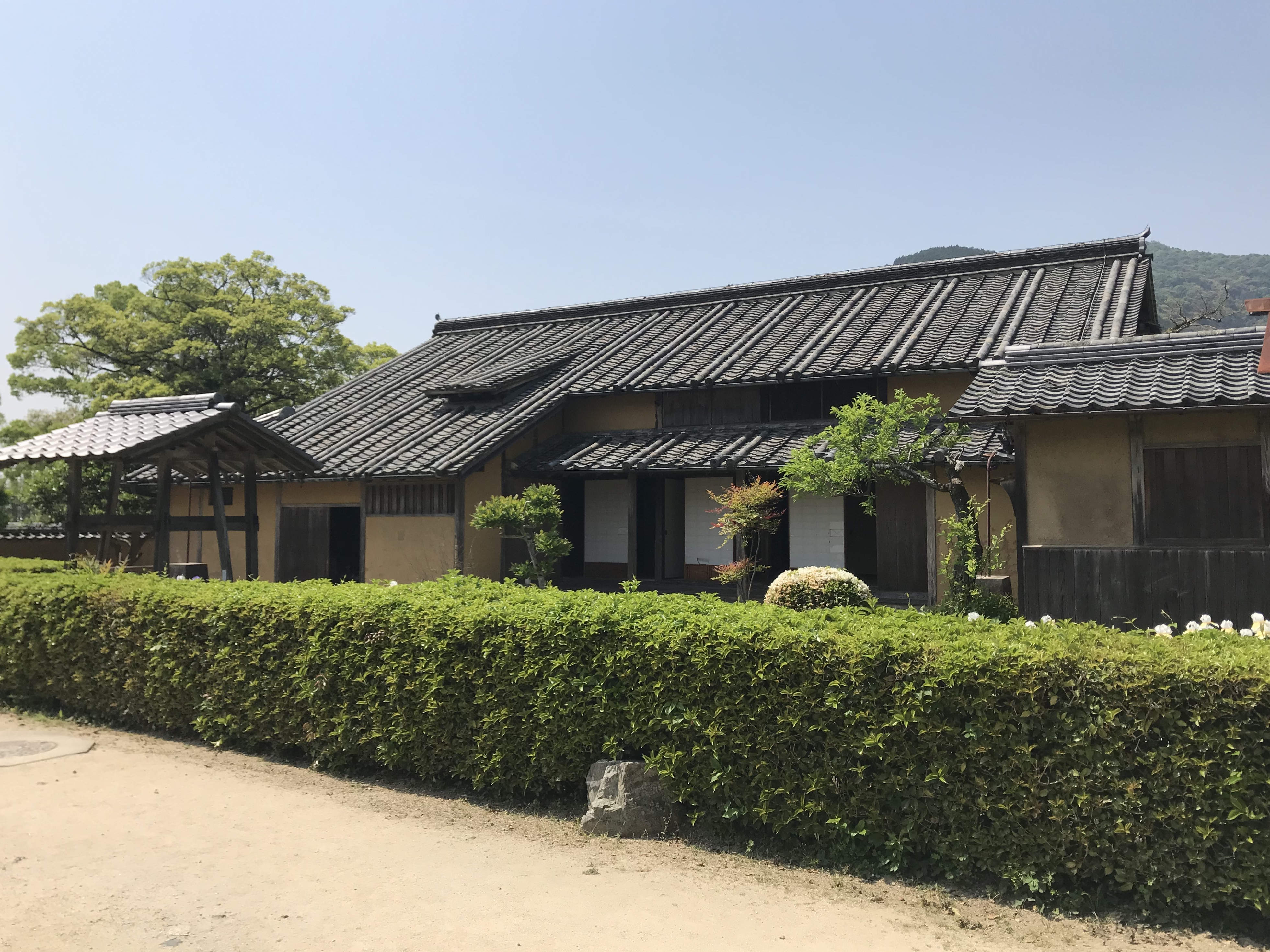
旧目加田家住宅
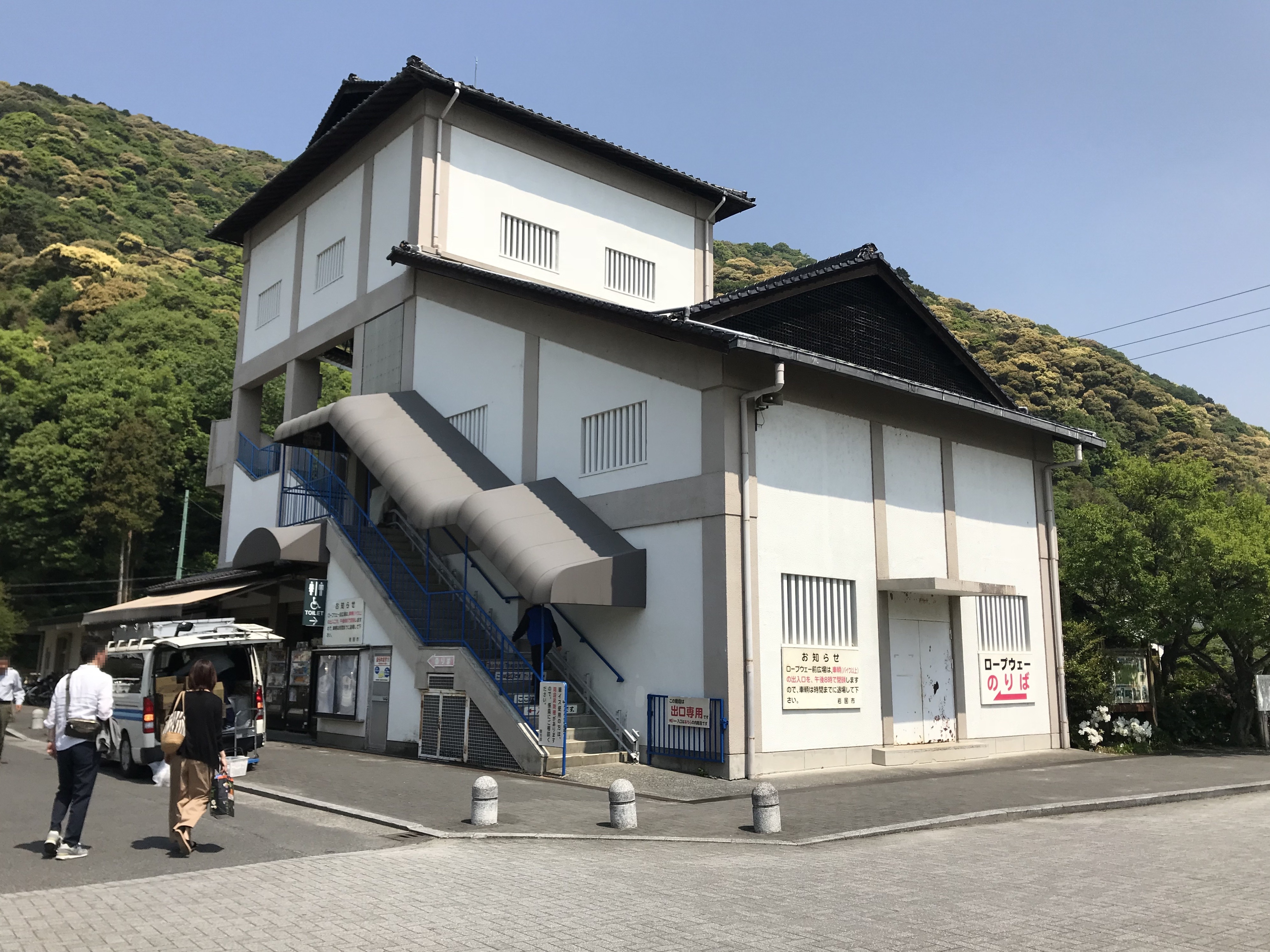
岩国城ロープウエーの山麓駅
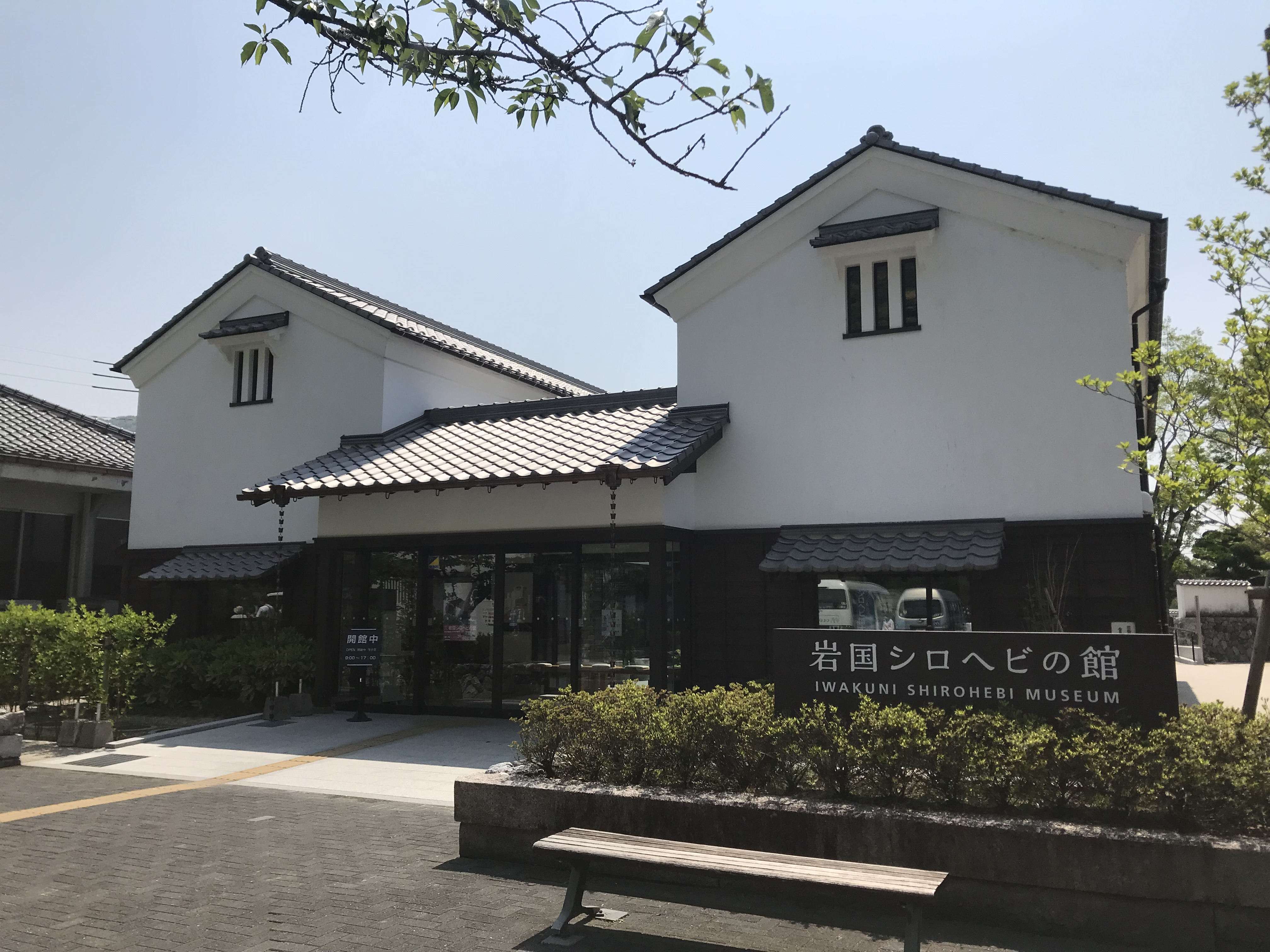
岩国シロヘビの館

## 周辺
- 錦川
- 錦帯橋